# Catantops kasengo
Catantops kasengo är en insektsart som beskrevs av Nicholas David Jago 1994. Catantops kasengo ingår i släktet Catantops och familjen gräshoppor. Inga underarter finns listade i Catalogue of Life.